# Ibrahim Hananu

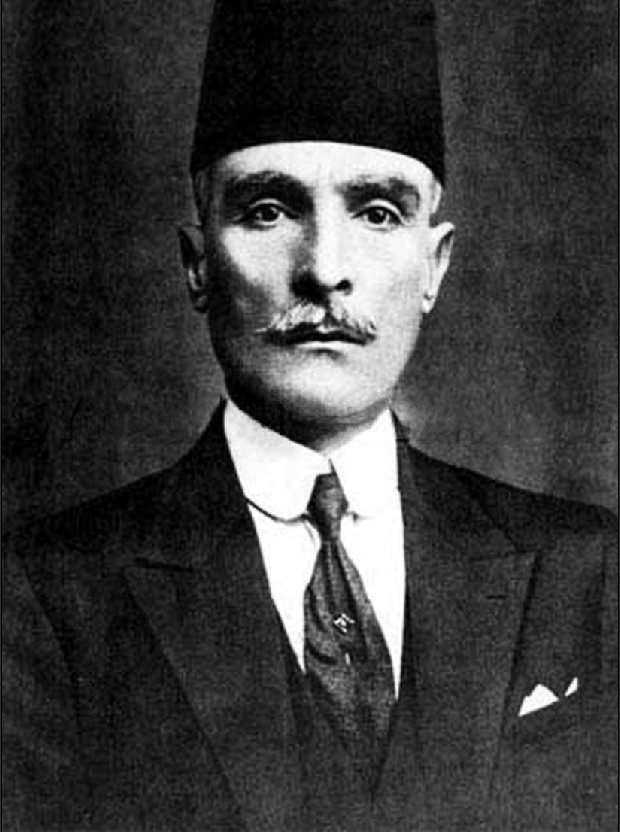
Ibrahim Hananu

Ibrahim Hananu (arabisch إبراهيم هنانو, DMG Ibrāhīm Hanānū; * 1869; † 21. November 1935) war der Gründer des syrischen Nationalen Blockes.

## Leben
Der Sohn kurdischer Großgrundbesitzer wurde in Kafr Takharim westlich von Aleppo geboren und wuchs in Aleppo auf. Er studierte in Aleppo und Konstantinopel. Dort trat er als Student dem Komitee für Einheit und Fortschritt bei.
Nach seinem Abschluss unterrichtete er kurz an der Militärakademie. Als im Jahr 1916 der arabische Aufstand ausbrach, trat Hananu der arabischen Armee unter Faisal I. bei und zog 1918 mit den Alliierten in Aleppo ein.
Als im Herbst 1919 die französische Armee an der syrischen Küste gelandet war und sich vorbereitete, ganz Syrien besetzen, startete Hananu eine Revolte. Er war verantwortlich für die Entwaffnung zahlreicher französischer Einheiten und die Zerstörung von Eisenbahnen und Telegraphenleitungen. Dabei erhielt er Hilfe von der türkischen nationalistischen Bewegung unter Mustafa Kemal Atatürk. Hananus und einige andere Revolten mündeten 1925 schließlich im allgemeinen Aufstand gegen die französische Besetzung des neuen syrischen Nationalstaates. Die Gründung des Nationalen Blocks erfolgte 1928 nach der Niederschlagung des bewaffneten Widerstands und hatte die Erreichung der Unabhängigkeit auf diplomatischem Weg zum Ziel. Unter Hananus Führung wurde 1928 die erste republikanische Verfassung Syriens beraten und beschlossen. In den 1930er Jahren, bekräftigte er seinen Ruf als Hardliner und weigerte sich, mit den Franzosen zu verhandeln, bevor sie die komplette und bedingungslose Unabhängigkeit Syriens zugesagt haben.
Hananu starb 1935 in Aleppo. Er gilt bis heute als einer der berühmtesten Kämpfer des Widerstandes gegen das Französische Mandat. Nach seinem Tod wurde Hananus Haus in Aleppo von syrischen Nationalisten als "Haus des Volkes" benutzt.